# Верхний Бык
Верхний Бык — село в Воробьёвском районе Воронежской области России. Входит в состав Берёзовского сельского поселения.

## География

### Улицы
- ул. Заречная,
- ул. Калинина,
- ул. Кирова,
- ул. Ленина,
- ул. Молодёжная,
- ул. Подгорная,
- ул. Садовая,
- ул. Советская.

## Этимология
«Быками» в некоторых диалектах и в наше время называют возвышенности. Именно от такой возвышенности — меловой горы , у основания которой расположено село,- и пошло его название.

## История
Село было основано примерно в 1790 году на месте летних скотных загонов. Тут же располагались и домики пастухов. Здесь, в верховьях реки Подгорная, стали оседать жители Калача. Есть данные, что к 1859 году в Верхнем Быке, тогда еще хуторе, насчитывалось 47 дворов. В 1874 году, после строительства тут церкви, Верхний Бык получил статус села. В 1879 году открылась первая школа. Известно также, что в этом селе никогда не было помещика.
Жители села занимались не только скотоводством и земледелием. По сохранившимся данным 1910 года, в Верхнем Быке работало 31 промышленное заведение. В 1929 году в селе образовалось два колхоза «Красный партизан» и «20 лет Октября», которые позже, в 1950 году соединились в одну артель «Красный Партизан». В 1930 году здесь появилась больница, старую церковь в это же время переделали в сельский клуб.
Активно развиваться Верхний Бык стал после войны. Тут были построены дороги, построена собственная электростанция.
1 августа 1950 года колхозы села Верхний Бык «20 лет Октября» и «Красный Партизан» объединились в одну сельскохозяйственную артель «Красный Партизан».  4 июля 1950 года колхоз имени Крупской (хутор Луговской) присоединился к колхозу «Заветы Ленина» (с. Нижний Бык). 31 июля 1950 года колхоз имени Карла Маркса (с. Нижний Бык) присоединился к колхозу « Заветы Ленина». 7 июня 1960 года колхозы «Красный Партизан» и «Заветы Ленина» - с. Нижний Бык объединились в одну сельскохозяйственную артель колхоз «Заветы Ленина» Воробьевского района Воронежской области. Село было электрифицировано в 1961 году.
В 1963 году Воробьевский район был упразднен и территория Воробьевского района была передана Бутурлиновскому району. С 1963 по 22 ноября 1969 года колхоз «Заветы Ленина» Верхнебыковского сельского Совета был Бутурлиновского района Воронежской области. 22 ноября 1969 года на базе укрупнённого колхоза «Заветы Ленина» Верхнебыковского сельского Совета Бутурлиновского района Воронежской области и 2–го отделения совхоза «Воробьевский»(поселок Крутенькое) Мужичанского сельского Совета Бутурлиновского района, организовался в совхоз «Мир» Верхнебыковского сельского Совета Бутурлиновского района Воронежской области. В 1970 году подключили к Волгоградской электросети. Восточная и западная части села были электрифицированы от государственного света, а центр освещался от местной электростанции.
За время существования совхоза «Мир» появились новые улицы, магазины, столовая, был проведен водопровод. В 1986 году проложена асфальтированная дорога. В ноябре 2003 года был произведен пуск газа. В 2001 году открыта средняя общеобразовательная школа. В селах ООО «Мир» работают все социальные объекты: 2 Дома Культуры, 7 магазинов, 2 почтовых отделения, 3 ФАПа и Нижнебыковская амбулатория, открытая В. Г. Кулаковым в августе 2003 года, работает машина скорой помощи. В 2003 году в село был проложен газопровод.

## Население
| 1859 | 1897  | 2010 |
| ---- | ----- | ---- |
| 398  | ↗1361 | ↘548 |

## Инфраструктура
Личное подсобное хозяйство с зоной сельскохозяйственного использования, индивидуальная застройка усадебного типа.
Основа экономики — сельское хозяйство.
Верхне-Быковской фельдшерско-акушерский пункт, Верхнебыковская ООШ.

## Транспорт
Село доступно автотранспортом.